# Pselaphodes gongshanensis
Pselaphodes gongshanensis – gatunek chrząszcza z rodziny kusakowatych i podrodziny marników. Występuje endemicznie w Chinach.
Gatunek ten opisali po raz pierwszy w 2011 roku Yin Ziwei, Li Lizhen i Zhao Meijun na łamach Annales Zoologici. Jako miejsce typowe wskazano okolice stacji Qiqi w powiecie Gongshan, w chińskiej prowincji Junnan. Epitet gatunkowy pochodzi od miejsca typowego.
Chrząszcz ten osiąga od 2,81 do 3,17 mm długości i od 1,1 do 1,3 mm szerokości ciała. Ubarwienie ma rudobrązowe. Głowa jest dłuższa niż szeroka. Oczy złożone buduje u samca około 50, a u samicy około 30 omatidiów. Czułki buduje jedenaście członów, z których trzy ostatnie są powiększone, a u samca ponadto człon dziesiąty jest zmodyfikowany dyskowatym wyrostkiem przedniej krawędzi. Przedplecze jest tak długie jak szerokie, o trochę kanciastych brzegach przednio-bocznych. Pokrywy są szersze niż dłuższe. Zapiersie (metawentryt) u samców ma wyraźnie krótkie wyrostki. Odnóża przedniej pary mają uzbrojone kolcami spody krętarzy i guzowato nabrzmiałe pośrodku spody ud. Odnóża środkowej pary mają po dwa kolce na spodach krętarzy. Odnóża tylnej pary mają guzowato wystające dobrzusznie biodra, krętarze i uda. Odwłok jest duży.
Owad ten jest endemitem Chin, znanym tylko z miejsca typowego w powiecie Gongshan w Junnanie. Spotykany był na wysokości 1900 m n.p.m.